# Týden divů
Týden divů je prázdninová sportovně-recesistická akce, pořádaná každoročně ve slezském městě Opavě. První ročník se konal v roce 1974, tedy v dobách normalizace, kdy skupina mladých lidí začala organizovat svou prázdninovou aktivitu nezávisle na oficiálních strukturách. Během let se Týden divů stále více dostává do povědomí veřejnosti a těší se nebývalému diváckému zájmu. Soutěže na přelomu července a srpna si nenechají ujít mnozí návštěvníci z jiných měst naší republiky i ze zahraničí.

## Historické disciplíny Týdne divů
V prvních ročnících se soutěžilo pouze v mariáši, malé kopané a minigolfu. Následně byly doplňovány další disciplíny a aktuálně se bojuje o body v 17 různých soutěžích.

## Rok 2023 (50. ročník)
V roce 2023 startovalo v Týdnu divů 8 týmů: University of Tyrshac, Pimlico, SCL Erotic, KMK Uganda, Pivoňka, B-team, MGFC Gumma a Che Snack Team.

## Vítězové jednotlivých ročníků
Výsledky všech ročníků Týdne divů nejsou dochovány. Kompletní výsledky jsou archivovány od roku 1998.
Tyto týmy zvítězily v Týdnech divů v jednotlivých letech:
1998 až 2000 - SCL Erotic, 2001 - Pimlico, 2002 - Pivoňka, 2003 a 2004 - SCL Erotic, 2005 - Pimlico, 2006 až 2008 - Che Snack Team, 2009 a 2010 - SCL Erotic, 2011 - B-team, 2012 - KMK Uganda, 2013 a 2014 - MGFC Gumma, 2015 - B-team, 2016 - University of Tyrshac, 2017 - MGFC Gumma, 2018 a 2019 - SCL Erotic, 2020 - soutěže se nekonaly a ročník byl zrušen, 2021 - SCL Erotic, 2022 - SCL Erotic, 2023 - MGFC Gumma